# West Point (Indiana)
West Point és una població dels Estats Units a l'estat d'Indiana. Segons el cens del 2000 tenia 371 habitants.

## Demografia
Segons el cens del 2000, West Point tenia 371 habitants. La densitat de població era de 2,7 habitants/km².
Cap de les famílies estaven per davall del llindar de pobresa.